# Marzenie osiołka
Marzenie osiołka (ros. Заветная мечта) – radziecki krótkometrażowy film kukiełkowy z 1972 roku w reżyserii Michaiła Kamienieckiego. Scenariusz napisała Tatjana Makarowa.

## Obsada (głosy)
- Rina Zielona
- Anatolij Papanow
- Wasilij Liwanow
- Jewgienij Leonow